# Lampides palauensis
Lampides palauensis är en fjärilsart som beskrevs av Hans Fruhstorfer 1921. Lampides palauensis ingår i släktet Lampides och familjen juvelvingar. Inga underarter finns listade i Catalogue of Life.